# Dworzec autobusowy w Toruniu (1938–2008)
Dworzec autobusowy w Toruniu – niezachowany modernistyczny dworzec PKS, znajdujący się przy ul. Dąbrowskiego 8-24 w Toruniu. Został zaprojektowany przez architekta miejskiego Zbigniewa Wahla. Budynek oddano do użytku w 1938 roku. Mieścił się na terenie XIX-wiecznej fabryki maszyn rolniczych Drewitza. W chwili oddania do użytku był najnowocześniejszym w Polsce dworcem autobusowym krytym peronami. W połowie 2008 roku budynek wyburzono. Decyzja o rozbiórce spotkała się z krytyką ze stroną mieszkańców miasta. Obecnie na miejscu dawnego dworca mieści się stacja benzynowa i supermarket.